# Шлепер, Сара
Сара Кэтрин Шлепер де Гаксиола (англ. Sarah Kathryn Schleper de Gaxiola; род. 19 февраля 1979, Гленвуд-Спрингс, Колорадо) — мексиканская горнолыжница, основных успехов добившаяся, выступая под флагом США. Участница 6 Олимпийских игр и 11 чемпионатов мира, победительница этапа Кубка мира. Специализируется в слаломных дисциплинах.
В Кубке мира Шлепер дебютировала в 1995 году, в марте 2005 года одержала свою единственную победу на этапе Кубка мира, в слаломе. Кроме этого на сегодняшний момент имеет на своём счету 3 попадания в тройку лучших на этапах Кубка мира, 2 в слаломе и 1 в гигантском слаломе. Лучшим достижением Шлепер в общем итоговом зачёте Кубка мира, являются 17-е места в сезонах 2003/04 и 2004/05.

## Общая информация

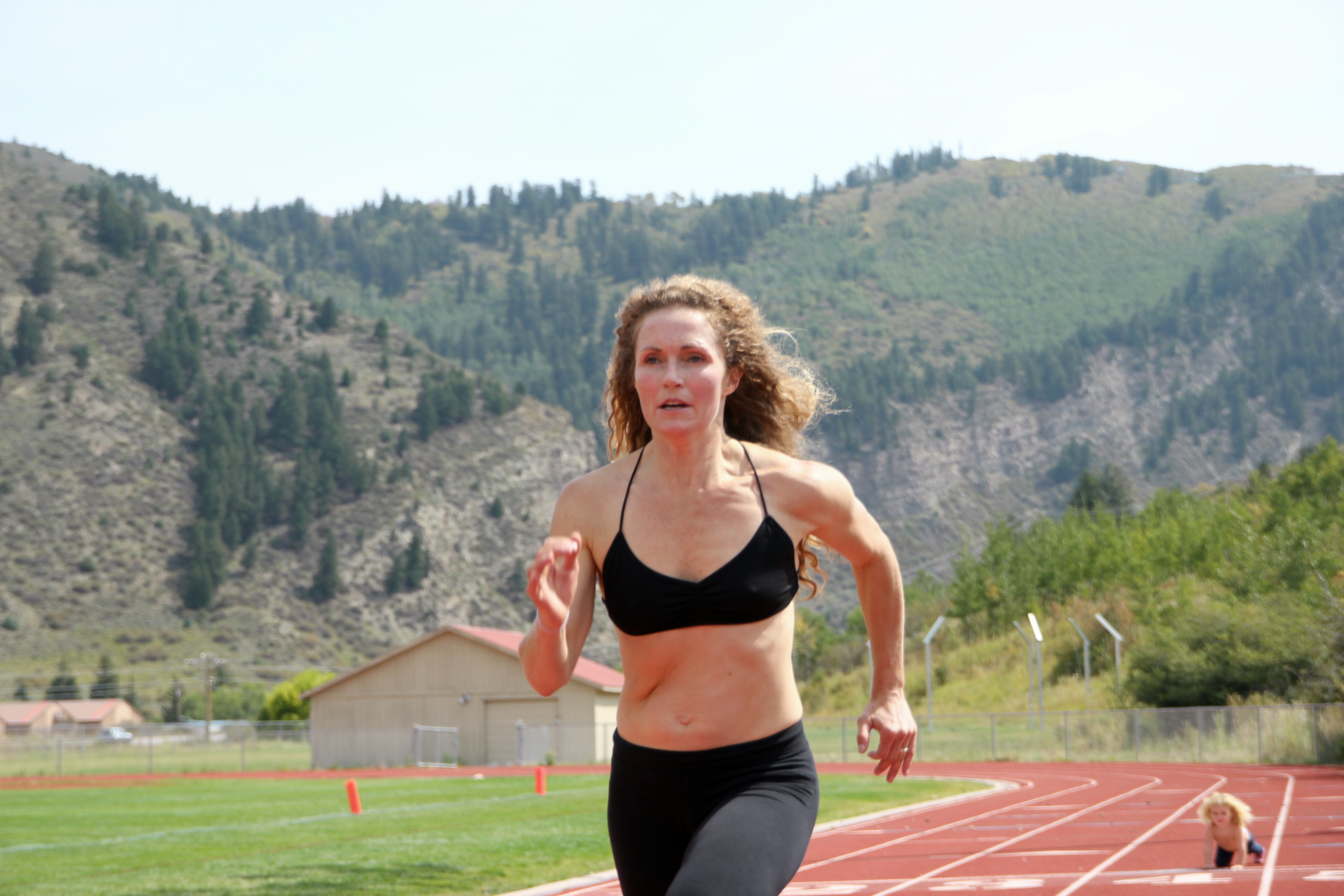
2015 год

На Олимпиаде-1998 в Нагано, стартовала в двух дисциплинах: слалом — 22-е место, гигантский слалом — не финишировала.
На Олимпиаде-2002 в Солт-Лейк-Сити, стала 21-й в гигантском слаломе, так же стартовала в слаломе, но не финишировала.
На Олимпиаде-2006 в Турине, показала следующие результаты: слалом - 10-е место, гигантский слалом - не финишировала.
На Олимпиаде-2010 в Ванкувере, стала 14-й в гигантском слаломе и 16-й в слаломе.
На Олимпийских играх 2018 года в Пхёнчхане выступала за Мексику и заняла 41-е место в супергиганте, а в гигантском слаломе не сумела финишировать во втором спуске.
За свою карьеру принимала участие в 11 чемпионатах мира (2001, 2003, 2005, 2009, 2011, 2015, 2017, 2019, 2021, 2023, 2025), лучший результат — 7-е место в слаломе на чемпионате мира 2005 года.
Использует лыжи и ботинки производства фирмы Rossignol.
Замужем за мексиканцем Федерико Гаксиолой. 30 января 2008 года у пары родился сын Лассе Гаксиола. 16 мая 2013 года родилась их дочь Реси Гаксиола.
В июне 2014 года возобновила карьеру, представляя Мексику. Приняла участие в чемпионатах мира 2015, 2017, 2019, 2021, 2023 и 2025 годов.

## Призовые места на этапах Кубка мира (4)
| № | Сезон   | Дата        | Место проведения | Дисциплина        | Место |
| - | ------- | ----------- | ---------------- | ----------------- | ----- |
| 1 | 2000/01 | 10 дек 2000 | Сестриере        | Слалом            | 2     |
| 2 | 2000/01 | 30 дек 2000 | Земмеринг        | Гигантский слалом | 3     |
| 3 | 2003/04 | 13 мар 2004 | Сестриере        | Слалом            | 2     |
| 4 | 2004/05 | 12 мар 2005 | Ленцерхайде      | Слалом            | 1     |